# Half Light
Half Light (Brasil: Protegida por um Anjo / Portugal: No Limiar da Verdade) é um filme de drama, mistério, suspense de terror de 2006 escrito e dirigido por Craig Rosenberg e estrelado por Demi Moore e Hans Matheson. A trilha sonora foi composta pelo irmão de Craig, Brett Rosenberg.
Originalmente as filmagens ocorreriam no Canadá, mas devido ao clima frio elas foram transferidas para a Escócia e o País de Gales. Os sets construídos na ilha de LLanddwyn foram destruídos após a 1ª semana de filmagens, devido aos fortes ventos e chuva que castigaram o local. Demi Moore pagou por 20 engradados de cerveja, que foram distribuídos entre todos os integrantes da equipe técnica após uma semana difícil das filmagens. As filmagens aconteceram entre 13 de setembro e 21 de novembro de 2004. O filme assistido pela família na TV é
Dead of Night (1945).

## Sinopse
Rachel Carlson (Moore) é uma autora americana de mistério sobre assassinatos que vive em Londres com seu filho de cinco anos, Thomas (Balawi), e seu segundo marido, Brian (Cusick), um editor de livros de sucesso que não conseguiu publicar seus próprios trabalhos. Sua mãe está muito ocupada trabalhando em seu último romance para brincar com ele, Thomas sai para brincar fora de sua casa ao lado do canal, apenas para se afogar acidentalmente, devastando Rachel e colocando uma queda no casamento e sua capacidade de terminar seu romance mais recente.
Vários meses depois, Rachel ainda se culpa pela morte de seu filho, e não é apenas incapaz de terminar seu livro, mas também é uma assinatura simples de se divorciar formalmente do marido. Em um esforço para terminar seu romance e encontrar alguma paz emocional, Rachel se muda para uma cabana remota na costa escocesa. No entanto, ela logo começa a ver o fantasma de seu falecido filho, que em um momento a arrasta para as águas e em outro ponto move um conjunto de ímãs na geladeira. Uma médium da cidade local informa Rachel que o espírito de seu filho está tentando lhe dizer algo, mas o resto dos habitantes locais avisa Rachel que a médium é apenas uma mulher perturbada.
Incomodada com a possibilidade de seu filho ter retornado do túmulo, Rachel compartilha seus problemas com um jovem e bonito faroleiro chamado Angus (Matheson) e os dois desencadeiam um romance que de repente dá errado quando ela descobre que Angus morreu há sete anos ao tirar a própria vida depois de assassinar sua esposa e seu amante no farol. Rachel teme que ela esteja ficando louca e seus esforços para provar o contrário, e saber mais sobre o passado de Angus vacilam quando as notícias sobre a tragédia desaparecerem da biblioteca local, e Sharon Winton, sua melhor amiga e escritora de um tablóide britânico, desaparece depois que Rachel a viu morta por Angus no farol.
Por fim, vem à tona que seu futuro ex-marido está tendo um caso com sua melhor amiga e que eles pagaram um homem, Patrick, para posar como Angus, a fim de fazer com que uma Rachel já emocionalmente instável agisse como louca o suficiente. É público que, quando eles fazem o assassinato parecer suicídio, ninguém suspeita de jogo sujo. No momento em que Rachel está prestes a deixar a cidade, convencida de que seu filho morto está tentando avisá-la de que sua vida está em perigo, ela é drogada e despejada no mar, apenas para ser salva quando as chaves das correntes em que foi colocada de repente, cai na água e, assim, permite que ela se liberte e vá até o farol, em um esforço para se vingar. (Foi escrito anteriormente em uma lousa, "não se esqueça, olhe para trás" e Rachel ouviu o filho repetindo aquelas linhas na água).
No entanto, depois de uma breve briga no farol, Sharon bate a cabeça e é morta na cozinha, e Brian é assassinado por Patrick, possuído pelo espírito de Angus, da mesma maneira que a esposa e amante de Angus morreu sete anos antes. Patrick então pula da torre, como Angus havia feito. Rachel sai da cidade, com a promessa de que ninguém poderá acessar o farol, para que o espírito de Angus possa finalmente descansar. Ela volta para sua casa em Londres, onde seu filho morreu, tendo decidido celebrar sua vida em vez de lamentar sua morte.

## Elenco
- Demi Moore - Rachel Carlson
- Hans Matheson - Angus
- Henry Ian Cusick - Brian
- Beans El-Balawi - Thomas Carlson
- Kate Isitt - Sharon Winton
- Nicholas Gleaves - Dr. Robert Freedman
- James Cosmo - Finlay Murray
- Joanna Hole - Mary Murray
- Therese Bradley - Morag MacPherson
- Michael Wilson - Reverendo James McMahon

## Locações
O filme foi filmado nos seguintes locais:
- Ynys Llanddwyn, Anglesey, País de Gales
- Traeth Llanddwyn, Anglesey, País de Gales
- Malltraeth Bay, Anglesey, Reino Unido
- Llanbadrig Church, Cemaes Bay, Anglesey, País de Gales
- Prichard Jones Institute, Newborough, Anglesey, País de Gales (cena da biblioteca e bingo)
- Porthdinllaen, Gwynedd, País de Gales
- Tŷ Coch Inn, Porthdinllaen, Gwynedd, País de Gales
- Betws-y-Coed, Conwy, País de Gales (imagens aéreas)
- Millbrook, Cornwall, Inglaterra
- Bodmin and Wenford Railway, Cornwall, Inglaterra
- Primrose Hill, Londres, Reino Unido
- Ealing Studios, Ealing, Londres, Reino Unido (Estúdio)